# 龍原砲
龍原砲（りゅうげんほう）とは、日本のプロレスラーである天龍源一郎と阿修羅・原のタッグチームである。チーム名は、天龍の「龍」と原の「原」を取ったものだが、かつての日本を代表するタッグチームだったジャイアント馬場&アントニオ猪木の「BI砲」をふまえたものでもある。全日本プロレス、SWS、WARで活躍した。

## 来歴

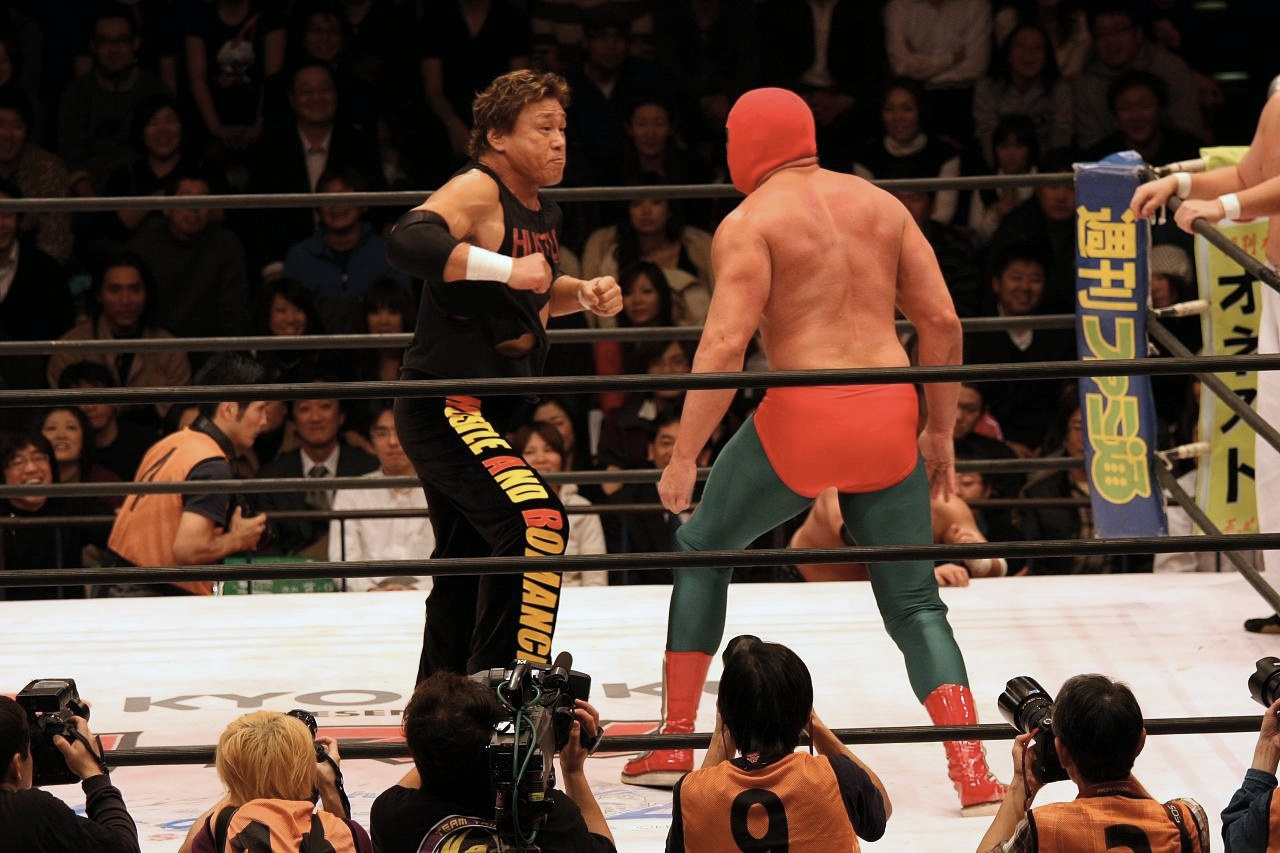
天龍源一郎（2008年）

1987年3月に長州力らジャパンプロレス勢が全日本プロレスを離脱した際、危機感を抱いた天龍と原が全日本マットの再活性化を図り結成。ジャンボ鶴田や輪島大士らに抗争を仕掛けていった。TV収録の無い地方興行でも、連日30分近い熱戦を繰り広げ、ファンの支持を集めた。1987年9月にはスタン・ハンセン&オースチン・アイドルを破ってPWF世界タッグ王座、1988年8月には鶴田&谷津嘉章を破って世界タッグ王座を獲得している。1988年11月に原が私生活上のトラブルで全日本プロレスを解雇されたため、全日本での活動期間は1年5か月と短かったが、全日本のファイトスタイルを旧来のアメリカンスタイルから、三沢光晴らのプロレス四天王に繋ぐ架け橋役を果たした。
龍原砲を中心としてサムソン冬木と川田利明を加えたユニット名は天龍同盟、活動そのものは天龍革命と呼ばれた。これに対して、数年前からブロディ革命を宣言していたブルーザー・ブロディが「天龍の革命は俺の真似でスケールも小さい」と噛みついたこともある。なお、龍原砲はブロディの日本における最後の対戦相手でもある（ブロディのパートナーはトミー・リッチ）。
その後、SWSでパートナー難に悩んだ天龍の要請で、当時北海道で隠遁生活をしていた原が1991年8月に現役復帰。龍原砲を再結成し、WWFからブッキングされたロード・ウォリアーズやデモリッション（スマッシュ&クラッシュ）とも対戦した。以降、1994年10月にWARで原が引退試合を行うまで、龍原砲として活動した。
なお、天龍と原のそもそもの接点は1981年10月、所属していた国際プロレスの崩壊で引退を決意していた原が、天龍がリック・フレアーのNWA世界ヘビー級王座に挑戦すると聞いて「同じようなキャリアなのに不公平だ、天龍、俺と戦え!」と申し入れたことに始まる。この試合が好勝負となり、ジャイアント馬場の勧めで原は全日本に定着、1981年と1982年の世界最強タッグ決定リーグ戦にはコンビを組んで出場している。しかし、馬場&鶴田に代えて鶴田&天龍（鶴龍コンビ）を全日本の看板コンビにするという馬場の方針で、継続的なタッグチーム結成には至らず、龍原砲という呼び名も存在していなかった。
原が隠遁生活を送っていた1989年から1990年にかけて活動した天龍とハンセンのタッグチームは、ハンセンの日本での異名「不沈艦」から「龍艦砲」と呼ばれた。

## 獲得タイトル
- PWF世界タッグ王座：1回[1]
- 世界タッグ王座：1回[2]